# Slag bij Sitzendorf
De Slag bij Sitzendorf was een veldslag van de Boheemse Opstand, de eerste fase van de Dertigjarige Oorlog.

## Voorgeschiedenis
De slag vond plaats aan het eind van het tweede jaar van de Boheemse Opstand. Deze opstand was erop gericht de keizer van het Heilige Roomse Rijk af te zetten als koning van Bohemen en een nieuwe koning te kiezen. Voorjaar 1620 stond het Boheemse leger er relatief goed voor. Het leger had garnizoenen gevestigd in diverse Oostenrijkse steden en dorpen aan de Oostenrijk-Boheemse grens. Uit enkele confrontaties met het keizerlijke leger bleken de Boheemse en Moravische soldaten superieur. Men wilde echter nog even wachten met een grote aanval tot opperbevelhebber Mansfeld in Oostenrijk was aangekomen. Door deze weifelende houding slaagde de opperbevelhebber van de keizerlijke leger, de graaf van Bucquoy, erin het garnizoen in Sitzendorf te decimeren.

## Verloop
In de nacht van 12 op 13 april vertrok Bucquoy met een keizerlijk regiment van 3000 cavalerie en 1000 musketiers en kwam voor zonsopgang aan in Sitzendorf. Hier verborg hij het grootste deel van zijn soldaten in een nabijgelegen bos, terwijl hij kozakken naar het dorp stuurde om het in brand te steken en te plunderen. Veldmaarschalk Colonna van Fels, de gezaghebber van het Boheems-Moravische garnizoen, zette onmiddellijk met 400 cavalerie de aanval in, zodat de kozakken zich terugtrokken. Ondanks waarschuwingen van generaal Jan van Bubna voor een hinderlaag, zette Colonna van Fels toch de achtervolging in. Van Bubna zag zich nu genoodzaakt Fels te volgen om hem eventueel te ontzetten.
Vervolgens viel Colonna van Fels inderdaad in een hinderlaag en werd van beide flanken beschoten. Hij probeerde nog te ontsnappen, maar Bucquoy viel zijn regiment van voren en van achteren aan. Vrijwel niemand ontsnapte levend. Volgens graaf von Thurn kwamen 400 ruiters om; eigentijdse krantenberichten spreken van 600 doden en 300 gevangenen. Colonna van Fels raakte zelf ook dodelijk gewond. Zijn lichaam werd later naar Praag overgebracht. Ook luitenant-kolonel Hans Adolf von Haugwitz en een niet met naam bekende luitenant-kolonel sneuvelden. In totaal werden zo'n 100 edelen en officieren gedood. Nog tijdens de strijd werden de gevallenen uitgekleed op zoek naar oorlogsbuit. "Fraeye Cleederen, Keulders, Mantels met Goude ende Silvere Passement geboort, fraey Pistolen, ende Gheweer was daer ghenoech om crijghen" is te lezen in een eigentijds krantenbericht.
Het regiment dat Colonna van Fels moest ontzetten, kwam aan op het moment dat de kozakken de rest van het verspreide leger achtervolgden. Van Bubna nam enkele kozakken gevangen, maar trok zich terug, toen hij van het lot van Fels hoorde en van de kracht van Bucquoys leger. De verliezen aan keizerlijke zijde waren zeer laag. Volgens de Tsjechische historicus Josef Kořán waren dit er minstens 30, maar, zegt hij, gezien de grote verliezen aan Boheemse zijde moeten dit er eerder honderden geweest zijn.